# Farchant
Farchant ist eine Gemeinde im oberbayerischen Landkreis Garmisch-Partenkirchen. Die Gemeinde liegt an der Loisach in der Region Zugspitzland im Werdenfelser Land und wurde zwischen den Jahren 791 bis 802 das erste Mal urkundlich erwähnt. Farchant ist überwiegend vom Tourismus und der Landwirtschaft geprägt. Im Jahre 2009 betrug die Einwohnerzahl 3688 Personen. Die Landeshauptstadt München liegt in nördlicher Richtung etwa 80 Kilometer entfernt.

## Geographie

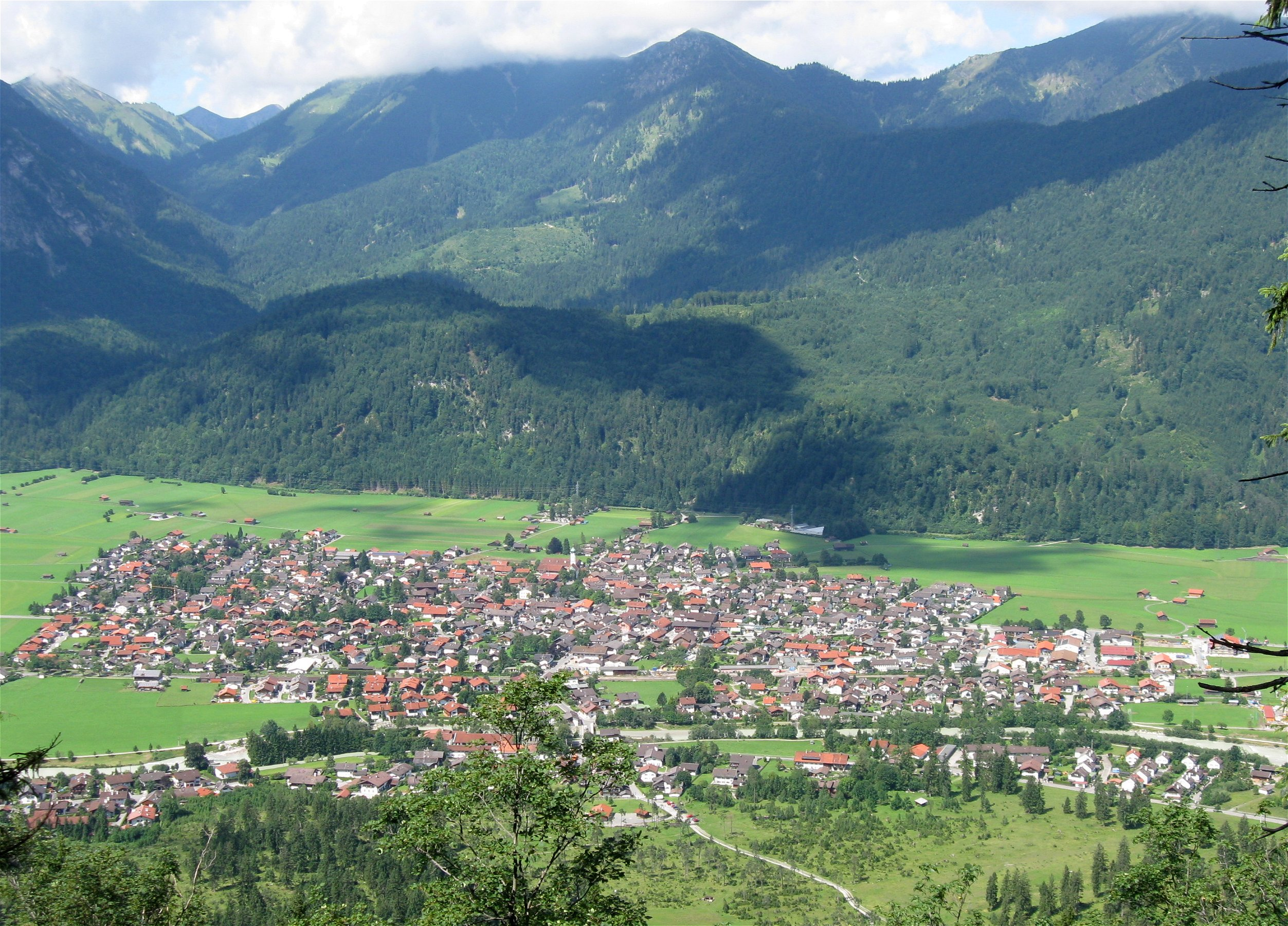
Der Ort Farchant vom Estergebirge aus gesehen

### Lage
Das Gemeindegebiet erstreckt sich über 25,76 km². Die größte Ausdehnung in Ost-West-Richtung beträgt etwa 11 km, in Nord-Süd-Richtung etwa 4 km. Die Gemeindegrenze hat eine Länge von 28 km.
Der Hauptort liegt auf 47° 31′ 49″ nördlicher Breite und 11° 6′ 44″ östlicher Länge. Der höchste Punkt im Gemeindegebiet ist mit einer 2033 m ü. NHN der Gipfel des Bischofs im Estergebirge. Das Ortszentrum befindet sich in 672 m und der tiefste Punkt von Farchant ist auf einer Höhe von 655 m an der Stelle, an der die Loisach aus dem Gemeindegebiet austritt. In Farchant gilt wie in ganz Deutschland die Mitteleuropäische Zeit, wobei die mittlere Ortszeit etwa um 15 min zurückbleibt.
Das bedeutendste Gewässer in Farchant ist die Loisach. Westlich der Loisach, die das Gemeindegebiet von Süd nach Nord durchfließt, liegt auch das Hauptsiedlungsgebiet der Gemeinde. Im Osten entspringt einer steilen Felswand am Hohen Fricken die Kuhflucht. Der Gebirgsbach stürzt mit wilden Kaskaden ins Tal und mündet nördlich von Farchant in die Loisach. Zu beachten ist noch der Ronetsbach, der am Nordwestende von Farchant seinen Ursprung hat und zwischen Farchant und Oberau in die Loisach fließt. Der letzte Abschnitt des Ronetsbach charakterisierte über Hunderte von Jahren die Grenze zwischen Bayern und der Grafschaft Werdenfels. An der oberen Alpspitzstraße entspringt der Dorfbach, der das Dorf von Süden nach Norden durchfließt. Dieser war zu früheren Zeiten die Lebensgrundlage des Ortes, er wurde jedoch nach dem Zweiten Weltkrieg kanalisiert und überbaut. Im Zuge des Rückbaus der Bundesstraße 2 konnte ein Stück im Unterdorf renaturiert werden.

### Ausdehnung und Nachbargemeinden
Die westliche Grenze der Gemarkung Farchant bildet in den Ammergauer Alpen der Gipfel des Großen Zunderkopf (1895 m), der Brünstleskopf (1814 m) und der Schafkopf mit (1380 m). Vom Schafkopf zieht die Grenze über den Heuberg in nordöstlicher Richtung ins Tal, wendet sich dann nach Osten ins Estergebirge ab und dem Gipfel des Bischofs zu. Von diesen dann nach Süden weiter zum Hohen Fricken (1940 m) und zu einem Nebengipfel des Wanks (Farchanter Kreuz, 1749 m). Ab dort führt die Grenze nach Westen wieder hinab ins Loisachtal und weiter durch den Lahnewiesgraben zurück zum Großen Zunderkopf.
Die Gemeinde ist von zwei anderen Gemeinden sowie einem gemeindefreien Gebiet umgeben, die alle wie Farchant dem Landkreis Garmisch-Partenkirchen zugehören. Südlich und östlich an das Gemeindegebiet grenzt Garmisch-Partenkirchen. Das Zentrum von Garmisch-Partenkirchen ist von Farchant vier Kilometer entfernt. Im Westen ist das Gemeindefreie Gebiet Ettaler Forst und im Norden Oberau die Nachbarn.

### Gemeindegliederung
Es gibt zwei Gemeindeteile: Farchant und Mühldörfl. Den ältesten Gemeindeteil von Farchant bildet das Unterdorf, das nördlich der jetzigen Bahnhofstraße und der Grünfläche des Gerns liegt. Um der Kirche herum entstand das sogenannte Kirchdörfl und an der jetzigen Alpspitzstraße das Oberdorf. Etwas außerhalb, als einziger Gemeindeteil östlich der Loisach bildete sich an der Mühle das Mühldörfl. Im Laufe der Zeit wurden auch andere Bereiche besiedelt, wie die westlich des Unterdorfes liegenden, sogenannten Lachen (feuchte Wiesen), das im Nordosten, jetzt an der Partenkirchner Straße liegende Nachfeld sowie die Föhrenheide. In der Föhrenheide entstand ein Siedlungsprojekt für Heimatvertriebene. Aus heutiger Sicht besteht Farchant eher aus einem homogenen Siedlungskörper mit jeweils einem Gewerbegebiet am Nord- und Südende.

## Geschichte

### Archäologische Funde
Auf dem Spielleitenköpfl bei Farchant wurden im September 1994 Keramikbruch, Bronzefibeln, Bronzegussstücke, Eisengerät und verbrannte sowie unverbrannte Knochen gefunden. Diese Fundstücke konnten der Hallstattzeit 600 v. Chr. zugeordnet werden. Es ist der erste archäologische Fund aus dieser Zeit im Werdenfelser Land. Nach Amei Lang ist darauf zu schließen, dass es sich um einen Brandopferplatz handelt. Ebenfalls fand man in der Nähe des heutigen Friedhofes eine Pferdchenfibel, sie wird auf die Frühlatènezeit, ca. 450–300 v. Chr. datiert. Die Gegend um Farchant kann als direkte Kontaktzone zwischen Kelten und Rätern angenommen werden. Das unterstreichen auch die Fundstücke, die einerseits aus dem inneralpinen Raum, aber auch aus der südbayerische Region stammen. Die Pferdchenfibel muss man den Kelten zuordnen. Bei einer Grabung 2009 fand man keramische Scherben, die von Gefäßen der jüngeren Bronzezeit stammen. Diese Fundstücke sind auf ca. 1700 v. Chr. bis 1500 v. Chr. zu datieren.

### Germanisierung und erste urkundliche Erwähnung
Um 600 n. Chr. entstanden im Loisachtal an der zumindest noch in Teilstücken gut befahrenen Römerstraße Via Raetia im Auftrag des bayerischen Herzogs Tassilo I. neue bayerische Ortschaften. Darunter befand sich auch Farchant, das die ersten Siedler nach dem vorherrschenden Landschaftsbild Forchheida (Föhrenheide) nannten. Etwa zwei Kilometer südlich von Farchant ist noch eine zweite Siedlung, mit dem Namen Aschau, gegründet worden. Die ersten Gründer des Ortes (etwa ein halbes Dutzend Familien) hausten in einfachen Blockhäusern und waren mit hoher Wahrscheinlichkeit Heiden. Man muss davon ausgehen, dass diese neuen Siedlungen direkt dem Herzog unterstanden. Bei dem Bau der Eisenbahnlinie von München nach Garmisch fanden die Bauarbeiter im Jahr 1889 im Bereich des heutigen Bahnhofs in Farchant etwa 20 Reihengräber aus der Zeit um 650. Die heidnischen Grabbeilagen sind bis heute verschollen.
Um 750 bekehrten irische und schottische Mönche das Oberland zum Christentum. Es wird vermutet, dass auch in dieser Zeit eine Holzkirche in Forchheida errichtet wurde und sie eine alte heidnischen Kultstätte ersetzte.
Bei der ersten schriftlichen Erwähnung von Farchant handelt es sich um eine Notiz aus den Jahren 791 bis 802 in einer Streitsache zwischen Graf Irminher aus dem Tiroler Inntal und Bischof Atto von Freising. In dieser Notiz überlässt Graf Irminher aus dem Tiroler Inntal dem Bischof Atto von Freising das Anrecht an der Kirche.

### Unter Freisinger Herrschaft bis zur selbständigen Gemeinde

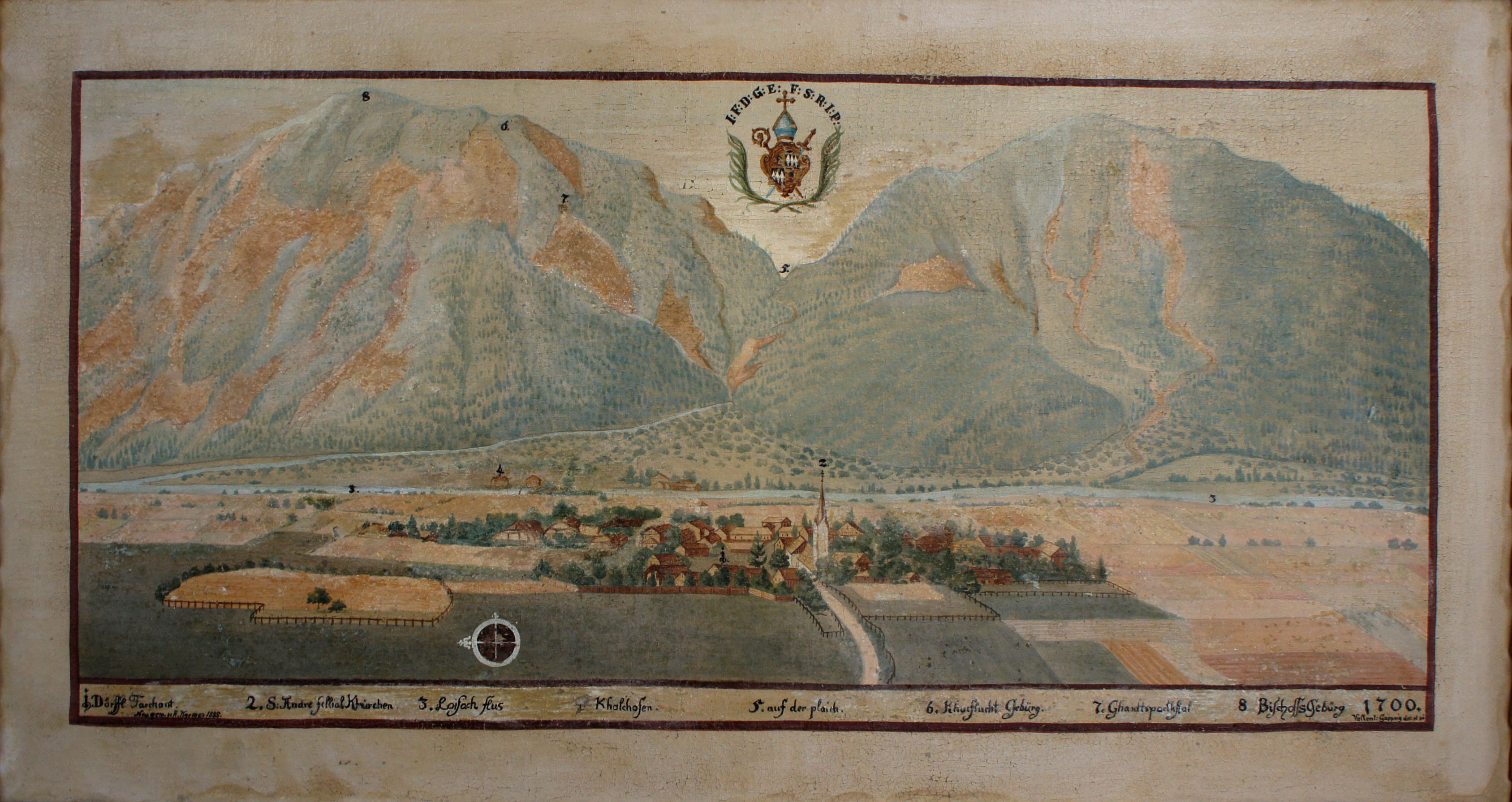
Farchant 1700 auf einem Gemälde im Fürstengang in Freising

1294 dehnt der Freisinger Bischof Emicho durch Käufe die Macht des Hochstifts Freising im Loisachtal entscheidend aus. Die Freisinger fassten ihre gesamten Besitztümer zur Grafschaft Werdenfels zusammen, die damit das größte Teilterritorium des Hochstifts Freising war. Zu der Grafschaft Werdenfels gehörte auch Farchant, bis zu ihrer Auflösung durch den Reichsdeputationshauptschluss 1803, danach kam der Ort zu Bayern. Im Zuge der Verwaltungsreformen im Königreich Bayern entstand mit dem Gemeindeedikt von 1818 die heutige Gemeinde.
1494 verlegte man das komplette Dorf Aschau mit seinen 13 Höfen nach Farchant. Über die Gründe kann nur spekuliert werden, wahrscheinlich war das Absinken oder das Ausbleiben von Quellwasser dafür verantwortlich.

### Einwohnerentwicklung

Entwicklung der Einwohnerzahl von Farchant zwischen den Jahren 1730 und 2009

siehe auch den Abschnitt Entwicklung der Einwohnerzahl im Artikel Geschichte Farchants
Wie oben beschrieben ist anzunehmen, dass es sich bei den ersten Siedlern von Farchant um etwa ein halbes Dutzend Familien handelte, also etwa 50 Personen. Anhand einer Steuertabelle aus dem Jahre 1546 kann man sich ein erstes genaueres Bild von Farchant machen, mit 38 vorkommenden Haushalten ist auf eine Bevölkerungszahl von etwa 200 Personen zu schließen. Die im Auftrag der Regierung aus Freising durchgeführten Volkszählung kam 1624 in Farchant auf 64 Haushalte mit 347 Einwohnern. Farchant war damit der viertgrößte Ort in der Grafschaft Werdenfels. Die Steuertabelle aus dem Jahre 1730 führt interessante statistische Einzelheiten auf: In 65 Häusern sind genau 71 Haushalte, oder 350 Einwohner untergebracht. Davon werden 66 Mann als wehrfähig und 87 Personen als steuerpflichtig beschrieben.
Eine Volkszählung 1840 ergab 360, bei der folgenden, 31 Jahre später, wurden nur 327 Einwohner gezählt. Ende des 19. Jahrhunderts stieg die Bevölkerung erstmals über 400, so dass 1900 442 Einwohner gezählt wurden. Zwischen den beiden Weltkriegen verdreifachte sich diese Zahl, 1925 lebten 734 Einwohner in Farchant und 1939 1237. Nach dem Zweiten Weltkrieg stieg die Einwohnerzahl stetig von 1941 (1950) Einwohner bis 3757 Einwohner im Jahre 2000. Bei der letzten Erhebung 2009 wurden mit 3688 Einwohnern 69 Personen weniger gezählt als neun Jahre zuvor.
Zwischen 1988 und 2018 wuchs die Gemeinde von 3222 auf 3634 um 412 Einwohner bzw. um 12,8 %.

## Politik

### Gemeinderat
| CSU             | Christlich-Soziale Union in Bayern         | 53,36   | 9       | 41,4   | 7      | 39,5   | 6      | 50,7   | 8      |
| SPD             | Sozialdemokratische Partei Deutschlands    | 21,63   | 3       | 28,7   | 4      | 18,9   | 3      | 9,2    | 1      |
| FW              | Freie Wählergemeinschaft (nicht FW Bayern) | 25,01   | 4       | 29,9   | 5      | 41,6   | 7      | 40,1   | 7      |
| gesamt          | gesamt                                     | 100,00  | 16      | 100,0  | 16     | 100,0  | 16     | 100,0  | 16     |
| Wahlbeteiligung | Wahlbeteiligung                            | 60,47 % | 60,47 % | 58,0 % | 58,0 % | 67,7 % | 67,7 % | 70,7 % | 70,7 % |

### Bürgermeister
Erster Bürgermeister ist seit 2020 Christian Hornsteiner (CSU). Bei der Kommunalwahl am 15. März 2020 wurde er mit 91,02 % der Stimmen gewählt.

### Wappen
| | Blasonierung: „In Silber auf grünem, mit einem silbernen Wellenbalken belegtem Boden drei grüne Föhren.“ |
| Wappenbegründung: Der Wellenbalken, ein heraldisches Gewässersymbol, steht für die Loisach, die das Gemeindegebiet durchfließt. Die drei Föhren auf grünem Boden (Heide) ergeben ein für den Ortsnamen redendes Bild, denn Farchant ist von Föhrenheide abgeleitet. In den ältesten urkundlichen Nennungen Ende des 8. Jahrhunderts (Freisinger Traditionen) wird der Name noch Forahheida und Forcheida geschrieben. Im Jahre 1952 ist der Gemeinde das Wappen als Hoheitszeichen verliehen worden. In Anlehnung an den alten Ortsnamen Forchheida zeigt das Wappen die drei Föhren. Der grüne Boden stellt die Wiesen von Farchant dar, durch die sich als silberner Wellenbalken die Loisach schlängelt. | |

## Kultur

### Bauwerke

Veränderung des Farchanter Ortskerns

Auch wenn die Veränderung des historischen Ortskerns von Farchant schon weit fortgeschritten ist, gibt es immer noch viele Häuser, die sich noch weitgehend im ursprünglichen Zustand befinden, siehe die Karte rechts. Die meisten dieser Häuser stehen unter Denkmalschutz, darunter
- die Pfarrkirche St. Andreas
- das Pfarrhaus
- das Rathaus

Die anderen Baudenkmäler sind zum größten Teil noch genutzte oder ehemalige Bauernhöfe und Getreidespeicher.

### Bodendenkmäler

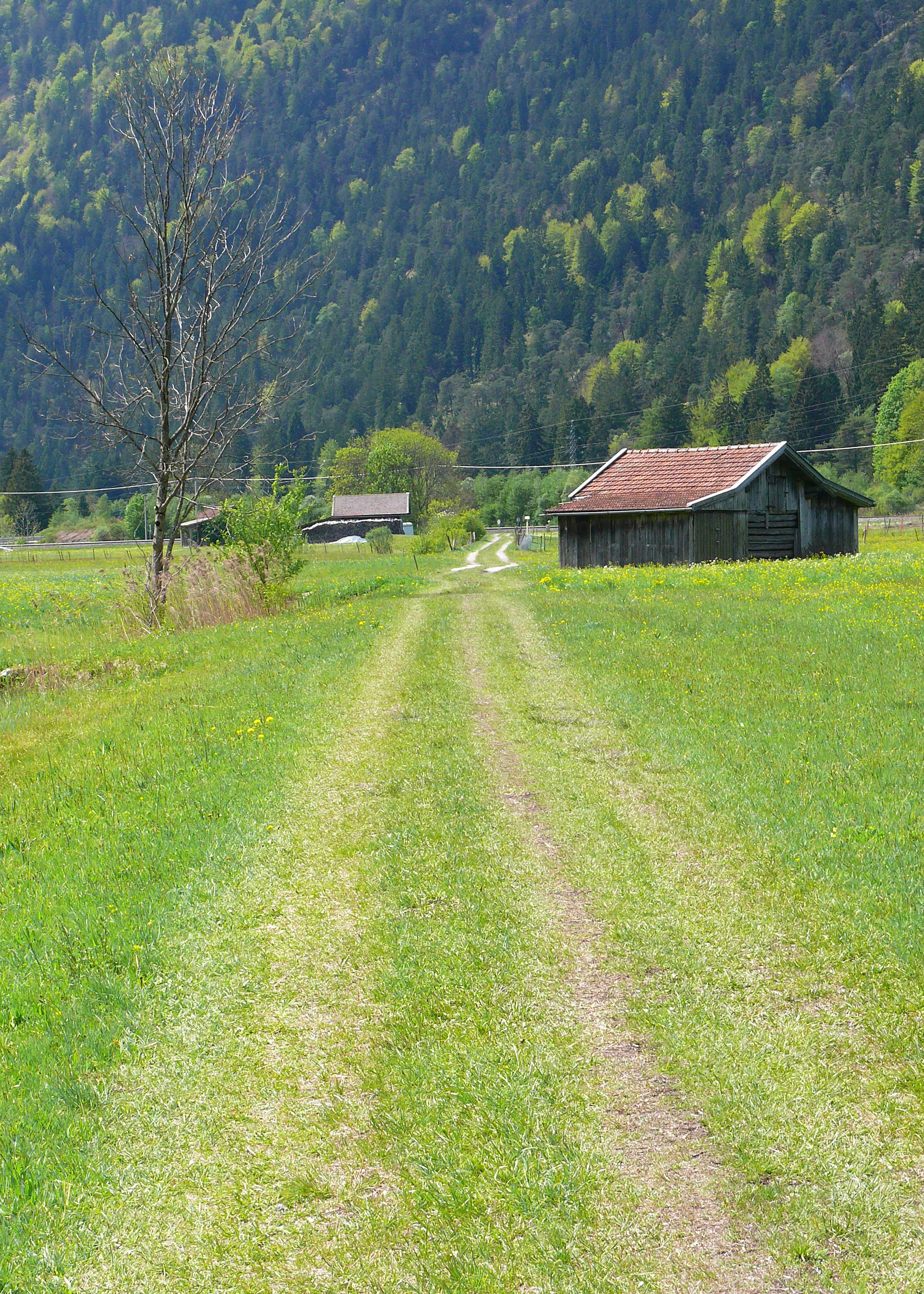
Weg auf den Schanzanlagen an der ehemaligen Grenze zwischen Werdenfels und Bayern bei Farchant

Laut dem Bayerischen Landesamt für Denkmalpflege gibt es in der Gemarkung Farchant mehrere Bodendenkmäler. Herauszuheben wären:
- Der keltische Brandopferplatz auf dem Spielleitenköpfl aus der späten Hallstattzeit mit der Denkmalnummer D-1-8432-0032.
- Die Schanzanlagen aus der frühen Neuzeit an der ehemaligen Grenze zwischen Werdenfels und Bayern im Norden von Farchant mit den Denkmalnummern D-1-8432-0008 und D-1-8432-0009.

Folgende Bodendenkmäler sind nicht mehr sichtbar:
- Die untertägigen mittelalterlichen und neuzeitlichen Teile der Kath. Pfarrkirche St. Andreas (D-1-8432-0039).
- Die Körpergräber aus dem frühen Mittelalter (D-1-8432-0007).
- Die Straße der römischen Kaiserzeit (D-1-8432-0011), ein Zweig der Via Claudia Augusta.

### Brauchtum, Sport und Freizeit
Ein fester Bestandteil der Brauchtumspflege in Farchant ist der 1913 gegründete Volkstrachtenverein Farchant, dieser ging aus der Theatergesellschaft, dem Maibaumverein und dem Schuhplattlerverein hervor. Die Theaterabende und Heimatabende im Kurgästesaal sowie die Waldfeste im Kuhfluchtwald sind feste Bestandteile im Veranstaltungskalender von Farchant. Alle vier Jahre stellt der Trachtenverein in Farchant auch einen Maibaum auf. Darüber hinaus gibt es noch folgende Vereine die das Brauchtum in Farchant bewahren: Krieger- und Veteranenverein Farchant, Verein der Freiwilligen Feuerwehr Farchant, Musikkapelle Farchant, Trommlerzug Farchant, Heimatverein Forcheida, Johanni-Verein Farchant, Fingerhaklerverein Farchant, Schützengesellschaft Kuhflucht und der Spar- und Stopselclub Farchant. Besonderes Augenmerk verdient der Maschkerastammtisch Farchant, dieser Verein unterstützt zur Faschingszeit das jährliche Maschkeratreiben (Maschkera heißt Maskierter). Besonders am „Unsinnigen Donnerstag“ sind auf den Straßen und in den Gaststätten von Farchant „Schellenrührer“, „Jackelschurzer“ und „Untersberger Mandl“ zu finden die maskiert mit sehr individuellen Holzlarven den Winter austreiben.
Der größte Verein in Farchant ist mit mehr als 1200 Mitgliedern der 1949 gegründete Turn- und Sportverein Farchant. Der TSV ist in sechs Abteilungen organisiert: Jugendfußball, Fußball, Sportkegeln, Eisstock, Ski und Gymnastik. Die Motorradfreunde haben beim 2003 gegründeten Motorradsportverein Farchant ein Zuhause gefunden. Das Vereinsleben in Farchant erweitern noch der Briefmarkensammlerverein Philatelia, der Obst- und Gartenbauverein Farchant, der Eisstockclub Farchant sowie die Wasserwacht Farchant.
Eine Gemeindebücherei ist in den Räumen der Tourist-Information untergebracht. Der aus Kinder- und Jugendbüchern, Sachbüchern und Romanen bestehende Medienstand beträgt 3500 Bücher. Als Sport und Freizeiteinrichtungen stehen noch das Sportzentrum „Föhrenheide“, der Skilift „Am Ried“ und das Warmfreibad „Werdenfels“ zur Verfügung. Im Kuhfluchtwald gibt es einen Walderlebnispfad sowie ein Kneippbecken. Die Umgebung von Farchant kann man im Sommer auf zahlreichen Wanderwegen über Wiesen und in den angrenzenden Bergen, im Winter auf gespurten Loipen erkunden.

## Natur

### Kuhfluchtwasserfälle

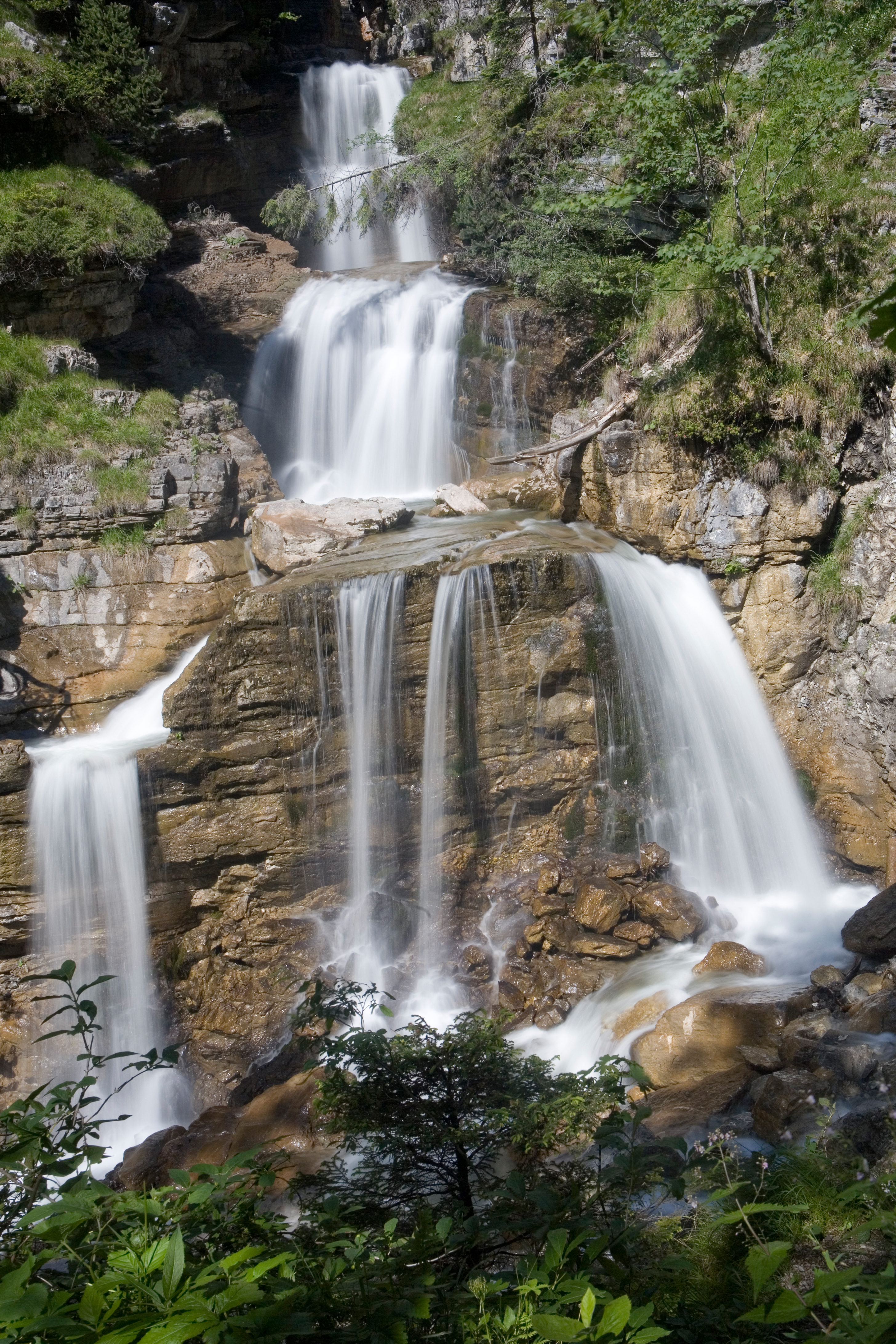
Kuhfluchtwasserfälle

Die Kuhfluchtwasserfälle sind eine Gruppe von drei Wasserfällen oberhalb von Farchant am Westhang des Hohen Fricken. Die drei Fallstufen summieren sich auf ca. 270 m und gehören somit zu den höchsten in Deutschland.

### Frickenhöhle
Die Frickenhöhle liegt auf halber Höhe auf 1258 m am Westhang des Hohen Fricken. Die Höhle ist als Abstecher auf dem steilen Steig zum Hohen Fricken von Farchant aus in etwa 13⁄4 Stunden zu erreichen. Der erforschte Teil der Höhle ist ca. 2800 m lang und weist einen Höhenunterschied von etwa 60 m auf.

## Wirtschaft und Infrastruktur

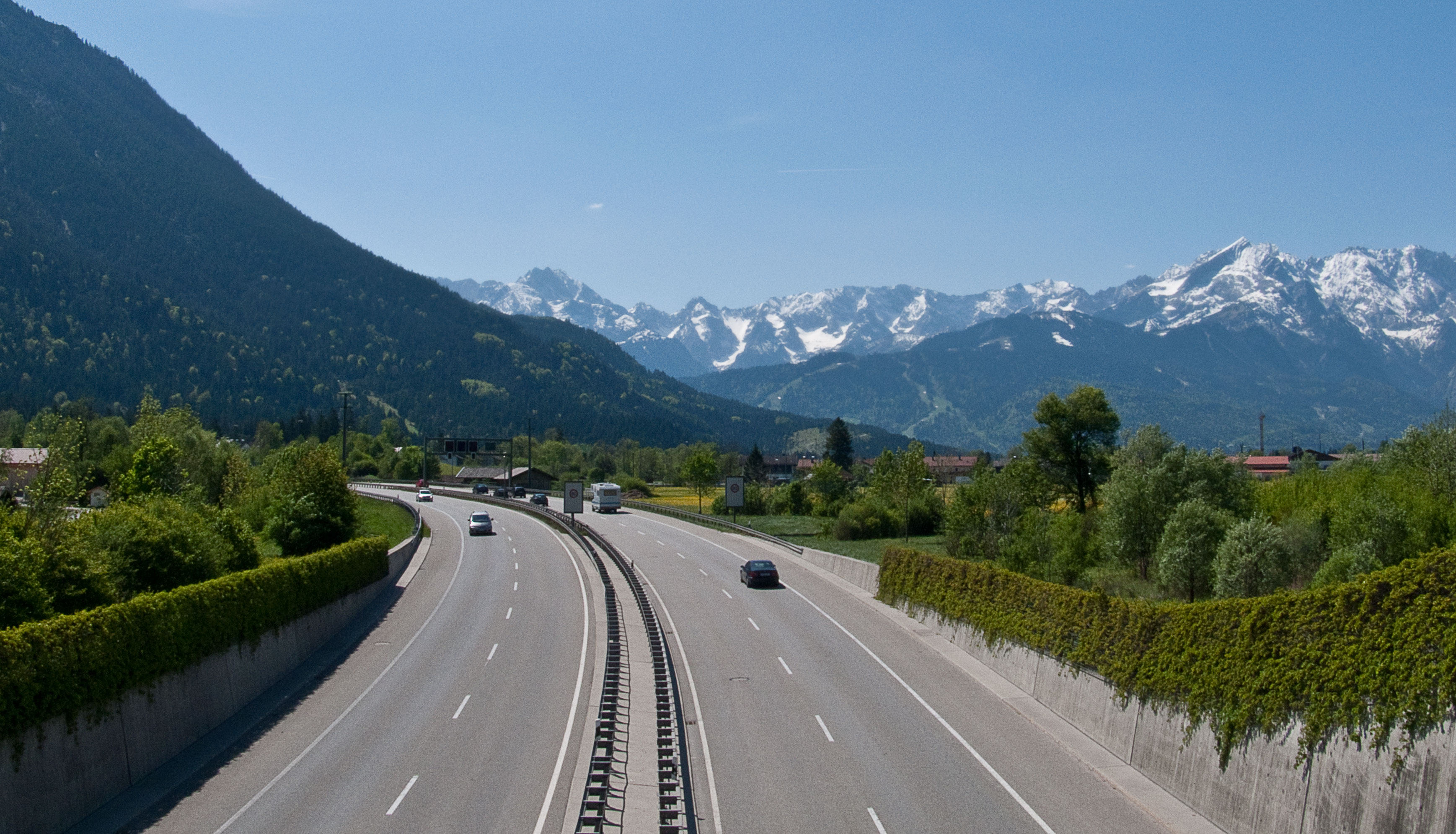
Die Umgehungsstraße (B2) von Farchant in südöstlicher Richtung

### Wirtschaft
Es gab 2009 im Bereich der Land- und Forstwirtschaft keine, im produzierenden Gewerbe 223, im Bereich Handel und Verkehr 229 und im Bereich öffentliche und private Dienstleister 136 sozialversicherungspflichtig Beschäftigte am Arbeitsort. In sonstigen Wirtschaftsbereichen waren am Arbeitsort 71 Personen sozialversicherungspflichtig beschäftigt. Sozialversicherungspflichtig Beschäftigte am Wohnort gab es insgesamt 1248. Im verarbeitenden Gewerbe, sowie Bergbau und Gewinnung von Steinen und Erden, mit mehr als 20 Beschäftigten gab es 2009 einen Betrieb. 2010 gab es im Bauhauptgewerbe 13 Betriebe mit insgesamt 62 Beschäftigten und einem Gesamtumsatz von 4,513 Mio. €.
Im Jahre 2007 gab es 29 landwirtschaftliche Betriebe mit einer landwirtschaftlich genutzten Fläche von mehr als 2 ha. Der Viehbestand lag bei 348 Rindern (144 Milchkühe), 425 Schafe, 23 Pferde und 276 Hühner. Diese Betriebe bewirtschafteten eine Gesamtfläche von 461 ha (17,9 % der Gebietsfläche von Farchant). 1.667 ha (64,7 %) waren 2009 Waldgebiete.
2009 gab es in Farchant 16 Beherbergungsbetriebe (mit mindestens neun Gästebetten) mit insgesamt 417 Betten. Es wurden 28.062 Übernachtungen gezählt und die durchschnittliche Aufenthaltsdauer betrug 4,2 Tage. Die kleineren Beherbergungsbetriebe konnten bei einer durchschnittlichen Aufenthaltsdauer von 8,6 Tagen 46.968 Gästeübernachtungen vorweisen.

### Öffentliche Verkehrsmittel
Eisenbahnverkehr
Am 12. Dezember 2010 wurde auf der Bahnstrecke München–Garmisch-Partenkirchen die Bahnstation Farchant wiedereröffnet, in der seit 1984 keine Züge mehr gehalten hatten. Den Reisenden bieten sich nun stündlich Fahrtmöglichkeiten von und nach München und Garmisch-Partenkirchen – Mittenwald – Innsbruck sowie nach Reutte in Tirol und weiter nach Kempten/Allgäu. Im Lastverkehr (morgens und am späten Nachmittag) besteht sogar ein halbstündlicher Taktverkehr nach bzw. von München Hbf.
Busverkehr
Farchant ist mit drei Haltestellen und den Linien 4 und 5 an das Ortsbusnetz von Garmisch-Partenkirchen angebunden. Eine Haltestelle der Linie 9606 des Regionalverkehr Oberbayern verbindet Farchant mit dem regionalen Busnetz. Die Busse verkehren im Stundentakt in Richtung Garmisch-Partenkirchen und Füssen.

### Straßenverkehr
Am 27. Mai 2000 wurde der 2,4 Kilometer lange Farchanter Tunnel eröffnet, dieses Bauwerk ist Teil der Bundesstraße 2 (B2-neu) und einer Ortsumgehung von Farchant die zur Entlastung des täglichen Durchgangsverkehrs dient, der zuvor die Anwohner massiv belastete.

### Bildung
Im Ort Farchant gibt es eine Volksschule, ein Sonderpädagogisches Förderzentrum und zwei Kindergärten. Die Volksschule Farchant besitzt eine Grundschule (1. bis 4. Klasse) mit 127 Schüler(inne)n und eine Hauptschule (5. und 6. Klasse) mit 50 Schülern (Stand 2011). Das Sonderpädagogische Förderzentrum Christopherusschule besitzt Klassen im Bereich der Förderschwerpunkte „Lernen, Sprache, emotionale und soziale Entwicklung“ und „geistige Entwicklung“ sowie eine „Schulvorbereitende Einrichtung“. Der Träger der Kindergärten ist die Katholische Kirchenstiftung St. Andreas Farchant. Der Kindergarten St. Andreas ist für drei Gruppen, der Kindergarten St. Florian für eine Gruppe angelegt.

## Persönlichkeiten

### Söhne und Töchter von Farchant
- Rosina Krin, * um 1558 in Farchant, † 1590 in Garmisch, wurde beschuldigt, mit dem Teufel im Bunde zu stehen, und auf dem Scheiterhaufen verbrannt (→ Hexenverfolgung).
- Robert Sterflinger, * 1964 in Farchant, deutscher Eishockeyspieler.

### Persönlichkeiten, die in Farchant gewirkt haben
- Caspar Poißl von Atzenzell, ab 1583 Pfleger in der Grafschaft Werdenfels, begann Hexenprozesse in Farchant
- Joseph Alois Daisenberger, * 1799 in Oberau, † 1883 in Oberammergau, deutscher katholischer Pfarrer, Spielleiter und Textdichter der Oberammergauer Passionsspiele, war in Farchant Pfarrergehilfe.
- Josef Ruederer, * 1861 in München, † 1915 ebenda, deutscher Schriftsteller, war in Farchant wohnhaft.
- Friedrich Vollmer, * 1867 in Fingscheid, † 1923 in Farchant, deutscher Klassischer Philologe.
- Levin Ludwig Schücking, * 1878 in Steinfurt, † 1964 in Farchant, deutscher Anglist und Shakespeareforscher. Seit 1944 in Farchant wohnhaft gewesen.
- Matthias Föcher, * 1886 in Köln, † 1967 in Farchant, deutscher Gewerkschafter und Politiker.
- Heinz-Werner Geisenberger, * 1945 in Garmisch-Partenkirchen, Autor und Regisseur, verbrachte seine Kindheit und Schulzeit in Farchant. Er lebt und arbeitet heute in Duisburg.
- Conny Glogger, * 1956 in Günzburg, Schauspielerin und Radiomoderatorin, in Farchant aufgewachsen und wohnhaft.
- Joseph „Peppi“ Heiß, * 1963 in Garmisch-Partenkirchen, Eishockeytorwart und Trainer, war in seiner Kindheit und Jugend in Farchant wohnhaft.
- Uwe Sunde, deutscher, promovierter Wirtschaftswissenschaftler und Professor an der LMU, ist in Farchant aufgewachsen.